# Soyuz 15
A Soyuz 15 foi uma missão espacial tripulada do programa Soyuz da União Soviética, que tinha o objetivo de ser a segunda missão à estação espacial Salyut 3, com presumivelmente objetivos militares.
Apesar da nave ter chegado na estação com sucesso, os cosmonautas Lev Demin e Gennadi Sarafanov não puderam acoplar devido a uma falha no sistema de acoplagem automática. Sem combustível suficiente para tentativas prolongadas de acoplagem manual, a missão teve de ser abortada.
Posteriormente foi comunicado pelas autoridades soviéticas que nenhuma acoplagem havia sido planejada e que o voo foi realizado apenas para desenvolver as técnicas de manobra perto da estação espacial. O equipamento defeituoso foi redesenhado antes da próxima tentativa ser realizada.

## Tripulação
| Posição           | Cosmonauta        |
| ----------------- | ----------------- |
| Comandante        | Lev Demin         |
| Engenheiro de voo | Gennadi Sarafanov |

## Parâmetros da Missão
- Massa: 6 760 kg
- Perigeu: 173 km
- Apogeu: 236 km
- Inclinação: 51,6°
- Período: 88,5 minutos